# Тома Бідеґен
Тома Бідеґен (фр. Thomas Bidegain) — французький кіносценарист, актор, режисер та продюсер.
Тома Бідеген відомий своєю співпрацею з режисером Жаком Одіаром. У 2010 він отримав премію Сезар за найкращий оригінальний сценарій стрічки Пророк та у 2013 році за найкращу адаптацію для фільму Іржа та кістка; обидва фільми Одіара. У 2015 році Тома Бідеґен дебютував як режисер фільмом Ковбої, прем'єра якого відбулася у програмі Двотижневика режисерів на 68-му Каннському кінофестивалі.

## Фільмографія
Сценарист
| Рік  | Фільм                                  | Оригінальна назва          | Режисер           |
| ---- | -------------------------------------- | -------------------------- | ----------------- |
| 2004 | Пий до дна                             | À boire                    | Маріон Верну      |
| 2009 | Пророк                                 | Un prophète                | Жак Одіар         |
| 2011 | І куди ми тепер?                       | Et maintenant on va où?    | Надін Лабакі      |
| 2012 | Іржа та кістка                         | De rouille et d'os         | Жак Одіар         |
| 2012 | Після кохання                          | À perdre la raison         | Жоакім Лафосс     |
| 2014 | Святий Лоран. Страсті великого кутюр'є | Saint Laurent              | Бертран Бонелло   |
| 2014 | У Венсана немає луски                  | Vincent n'a pas d'écailles | Томас Сальвадор   |
| 2014 | Сім'я Бельє                            | La famille Bélier          | Ерік Лартіґо      |
| 2015 | Опір повітря                           | La résistance de l'air     | Фред Ґріво        |
| 2015 | Ні на небесах, ні на землі             | Ni le ciel ni la terre     | Климент Кожітор   |
| 2015 | Ковбої                                 | Les cowboys                | і режисер         |
| 2015 | Діпан                                  | Dheepan                    | Жак Одіар         |
| 2015 | Білі лицарі                            | Les chevaliers blancs      | Жоакім Лафосс     |
| 2015 | Буря                                   | Orage                      |                   |
| 2016 | Танцівниця                             | La Danseuse                | Стефані Ді Джусто |
| 2018 | Брати Сістерс                          | The Sisters Brothers       | Жак Одіар         |
| 2021 | Тихий вир                              | Stillwater                 | Том Маккарті      |

## Визнання
| Рік                                      | Категорія                                 | Номінант                                                            | Результат |
| ---------------------------------------- | ----------------------------------------- | ------------------------------------------------------------------- | --------- |
| Приз Європейської кіноакадемії           |                                           |                                                                     |           |
| 2009                                     | Найкращий європейський сценарист          | Пророк                                                              | Номінація |
| Премія «Сезар»                           |                                           |                                                                     |           |
| 2010                                     | Найкращий сценарій                        | Пророк (разом з Жаком Одіаром, Абделем Рауф Дафрі, Ніколя Пефаї)    | Перемога  |
| 2013                                     | Найкращий адаптований сценарій            | Іржа та кістка (разом з Жаком Одіаром)                              | Перемога  |
| 2015                                     | Найкращий сценарій                        | Сім'я Бельє (разом з Вікторією Бедос, Станісласом Карре де Мальбер) | Номінація |
| 2019                                     | Найкращий адаптований сценарій            | Брати Сістерс (разом з Жаком Одіаром)                               | Перемога  |
| Золота зірка кіно                        |                                           |                                                                     |           |
| 2010                                     | Найкращий сценарій                        | Пророк (разом з Жаком Одіаром, Абделем Рауф Дафрі, Ніколя Пефаї)    | Перемога  |
| 2013                                     | Найкращий сценарій                        | Іржа та кістка (разом з Жаком Одіаром)                              | Перемога  |
| Стокгольмський міжнародний кінофестиваль |                                           |                                                                     |           |
| 2011                                     | Бронзовий кінь за найкращий сценарій      | І куди ми тепер?                                                    | Перемога  |
| Кінофестиваль у Вальядоліді              |                                           |                                                                     |           |
| 2012                                     | Найкращий сценарій                        | Іржа та кістка (разом з Жаком Одіаром і Крейгом Девідсоном)         | Перемога  |
| Премія «Люм'єр»                          |                                           |                                                                     |           |
| 2013                                     | Найкращий сценарій                        | Іржа та кістка (разом з Жаком Одіаром)                              | Перемога  |
| 2015                                     | Найкращий сценарій                        | Святий Лоран. Страсті великого кутюр'є (з Бертраном Бонелло)        | Номінація |
| Каннський міжнародний кінофестиваль      |                                           |                                                                     |           |
| 2015                                     | Золота камера за найкращий дебютний фільм | Ковбої                                                              | Номінація |
| Кінофестиваль в Довілі                   |                                           |                                                                     |           |
| 2015                                     | Приз Мішеля д'Орнано                      | Ковбої                                                              | Перемога  |

## Громадська позиція
У липні 2018 підтримав петицію Асоціації французьких кінорежисерів на захист ув'язненого у Росії українського режисера Олега Сенцова